# Eugène Cloutier
Eugène Cloutier est un écrivain québécois né le 13 novembre 1921 à Sherbrooke et décédé le 1er octobre 1975 à Montréal.

## Biographie
Il fait ses études au Collège Saint-Charles-Garnier de Québec et à la Sorbonne. 
Il est chef des nouvelles du poste CHRC (1945-1947), puis scénariste et réalisateur à Radio-Canada. 

## Archives
Le fonds d'archives d'Eugène Cloutier est conservé au centre d'archives de Montréal de Bibliothèque et Archives nationales du Québec.

## Œuvre

### Romans
- Les Témoins, 1954
- Les Inutiles, 1956
- Croisière, 1964

### Théâtre
- Le Dernier Beatnik, 1962
- Hôtel Hilton, Pékin, 1969

### Autres publications
- Le Canada sans passeport. Regard libre sur un pays en quête de sa réalité, essai, 1967
- Un homme regarde son pays, 1967
- Journées japonaises, récit, 1969

## Honneurs
- 1954 - Prix David, Les Témoins
- 1956 - Prix du Cercle du livre de France, Les Inutiles